# 加東ケーブルビジョン
加東ケーブルビジョンは、兵庫県加東市が運営しているケーブルテレビ局である。
合併して加東市となる以前の滝野町が1990年より滝野ケーブルコミュニケーション、社町が2004年よりテレネットやしろとしてそれぞれ設立していたケーブルテレビ局を引き継ぎ、旧東条町内にもケーブルテレビ施設を設置して全市域でのケーブルテレビとインターネットのサービスを2015年まで実施していた。現在は自主放送チャンネルのみを運用している。
- 略称 KCV

## 放送センター所在地
- 兵庫県加東市木梨1134-58

## 沿革
- 1990年9月 滝野町で滝野ケーブルコミュニケーション（TCC）開局
- 2004年4月 社町でテレネットやしろ（TNY）開局
- 2006年3月 滝野町・社町・東条町の合併により「加東市」誕生、それぞれが市営ケーブルテレビ局となる
- 2007年6月27日　加東市ケーブルテレビ施設条例制定
- 2007年7月2日　近畿総合通信局より、旧・東条町地域へのエリア拡張許可
- 2007年8月 旧・東条町地域での加入募集開始
- 2008年　東条町地域での試験放送
- 2008年4月 統合されたケーブルテレビ局としての業務開始
- 2008年度事業として各戸に設置されたホームターミナルのうち二千台をセットトップボックスと交換する作業を8月に開始。（出典 広報かとう 2008年9月号）
- 2015年　eo光テレビへサービス移行

## サービスエリア
- 兵庫県加東市全域
旧・社町および旧・滝野町はHFC、旧・東条町ではFTTHによる設備である。

## 主な放送チャンネル
この項では、eo光テレビへサービスが移行される前の状況について、記述する。

### テレビ局

#### 地上波系列別再送信局
| NHK-G       | NHK-E       | NNN            | ANN            | JNN      | TXN        | FNS        | JAITS      |
| ----------- | ----------- | -------------- | -------------- | -------- | ---------- | ---------- | ---------- |
| NHK神戸総合 | NHK大阪教育 | よみうりテレビ | 朝日放送テレビ | 毎日放送 | テレビ大阪 | 関西テレビ | サンテレビ |

#### 自主放送 BS・多チャンネルサービス
- 基本利用料で利用できるデジタル放送
  - BS　10局・加東市自主放送（リクエスト放送あり、※2015年以降も運用中）・お天気チャンネル・放送大学・グリーンチャンネル（農林水産関連情報）。
- 地上波再送信（アナログ・デジタル）以外はセットトップボックスを使用して視聴する方式である。なおセットトップボックスでは、加東市自主放送・地上デジタル放送・BSデジタル放送・多チャンネルサービスの視聴ができる。（出典 広報かとう 2007年5月号）
- 追加利用料の必要な多チャンネルサービスの放送チャンネルは、加東市公式サイト参照。
- 旧・社町地域と旧・滝野町地域のアナログ再送信サービス（BS・CS）は継続されており、それらはテレネットやしろ#テレビ局、加東市滝野ケーブルコミュニケーション#テレビ局を参照。全戸でセットトップボックスに交換後にこれらの放送は終了。
- 多チャンネルサービスはJC-HITSによる。

### ラジオ局
- FM802
- FM OSAKA
- NHK神戸FM
- Kiss-FM KOBE

## その他のサービス
旧・社町地域および旧・東条町地域では、加入者間無料電話と音声告知放送のサービスを実施している。